# Elezioni regionali in Spagna del 2011
Le elezioni regionali in Spagna del 2011 si tennero il 22 maggio, interessando 13 comunità autonome e le due città autonome di Ceuta e di Melilla.
Le consultazioni non ebbero luogo in Andalusia (la cui assemblea era stata rinnovata alle elezioni del 2008), in Galizia e nei Paesi Baschi (andate al voto in occasione delle elezioni del 2009) e in Catalogna (il cui parlamento era stato rinnovato alle elezioni del 2010).

## Risultati

### Aragona
| Liste  | Liste                                                     | Voti    | %     | Seggi |
| ------ | --------------------------------------------------------- | ------- | ----- | ----- |
|        | Partito Popolare                                          | 269 729 | 39,69 | 30    |
|        | Partito Socialista Operaio Spagnolo                       | 197 189 | 29,02 | 22    |
|        | Partito Aragonese                                         | 62 193  | 9,15  | 7     |
|        | Unione Aragonese                                          | 55 932  | 8,23  | 4     |
|        | Sinistra Unita                                            | 41 874  | 6,16  | 4     |
|        | Unione Progresso e Democrazia                             | 15 667  | 2,31  | –     |
|        | Coalizione Elettorale Verdi - Ecolo                       | 4 621   | 0,68  | –     |
|        | Impegno per l'Aragona                                     | 3 771   | 0,55  | –     |
|        | Partito Animalista Contro il Maltrattamento degli Animali | 2 193   | 0,32  | –     |
|        | Federazione degli Indipendenti di Aragona                 | 980     | 0,14  | –     |
|        | Terra Aragonese                                           | 830     | 0,12  | –     |
|        | Altri <0,10%                                              | 2 872   | 0,42  | –     |
|        | Voti in bianco                                            | 21 678  | 3,19  | –     |
| Totale | Totale                                                    | 679 529 | 100   | 67    |

### Asturie
| Liste  | Liste                                                          | Voti    | %     | Seggi |
| ------ | -------------------------------------------------------------- | ------- | ----- | ----- |
|        | Partito Socialista Operaio Spagnolo                            | 179 619 | 29,92 | 15    |
|        | Foro Asturias                                                  | 178 031 | 29,66 | 16    |
|        | Partito Popolare                                               | 119 767 | 19,95 | 10    |
|        | Sinistra Unita - I Verdi                                       | 61 703  | 10,28 | 4     |
|        | Unione Progresso e Democrazia                                  | 14 640  | 2,44  | –     |
|        | Raggruppamento degli Indipendenti del Principato delle Asturie | 6 380   | 1,06  | –     |
|        | Impegno per le Asturie                                         | 6 191   | 1,03  | –     |
|        | Fronte di Sinistra                                             | 4 598   | 0,77  | –     |
|        | I Verdi - Gruppo Verde                                         | 3 626   | 0,60  | –     |
|        | Unione Rinnovatrice Asturiana - Partito Asturiano              | 2 953   | 0,49  | –     |
|        | Partito Animalista Contro il Maltrattamento degli Animali      | 1 950   | 0,32  | –     |
|        | Partito Comunista dei Popoli di Spagna                         | 1 434   | 0,24  | –     |
|        | Consiglio Aperto                                               | 1 421   | 0,24  | –     |
|        | Partito Democratico e Costituzionale                           | 1 034   | 0,17  | –     |
|        | Democrazia Nazionale                                           | 711     | 0,12  | –     |
|        | Alternativa Liberal Sociale                                    | 334     | 0,06  | –     |
|        | Fronte Nazionale - Movimento Sociale Repubblicano              | 260     | 0,04  | –     |
|        | Unificazione Comunista di Spagna                               | 11      | 0,00  | –     |
|        | Voti in bianco                                                 | 15 611  | 2,60  | –     |
| Totale | Totale                                                         | 600 274 | 100   | 45    |

- Risultati derivanti dalla sommatoria dei dati su base circoscrizionale.

### Baleari
| Liste  | Liste                                                                 | Voti    | %     | Seggi |
| ------ | --------------------------------------------------------------------- | ------- | ----- | ----- |
|        | Partito Popolare                                                      | 196 214 | 46,68 | 35    |
|        | Partito Socialista Operaio Spagnolo                                   | 104 628 | 24,89 | 14    |
|        | Partito Socialista di Maiorca - Iniziativa Verdi - Intesa per Maiorca | 36 181  | 8,61  | 4     |
|        | Lega Regionalista delle Isole Baleari                                 | 12 294  | 2,92  | –     |
|        | Convergenza per le Isole                                              | 11 913  | 2,83  | –     |
|        | Sinistra Unita                                                        | 11 209  | 2,67  | –     |
|        | Unione Progresso e Democrazia                                         | 8 731   | 2,08  | –     |
|        | Sinistra Repubblicana                                                 | 5 325   | 1,27  | –     |
|        | Partito Socialista di Minorca - Intesa Nazionalista                   | 3 723   | 0,89  | –     |
|        | Cittadini in Bianco                                                   | 3 163   | 0,75  | –     |
|        | Ibiza per il Cambiamento                                              | 2 061   | 0,49  | –     |
|        | Nuova Alternativa                                                     | 1 755   | 0,42  | –     |
|        | Partito Animalista Contro il Maltrattamento degli Animali             | 1 658   | 0,39  | –     |
|        | Raggruppamento Sociale Indipendente                                   | 1 094   | 0,26  | –     |
|        | Altri <0,25%                                                          | 8 076   | 1,92  | –     |
|        | Voti in bianco                                                        | 12 293  | 2,92  | –     |
| Totale | Totale                                                                | 420 318 | 100   | 59    |

- Risultati derivanti dalla sommatoria dei dati su base circoscrizionale.
- Per il Partito Popolare, sono inclusi i voti ottenuti dalla lista congiunta formata col Gruppo Indipendente per Formentera (1.352 voti).
- Per il Partito Socialista Operaio Spagnolo, sono inclusi i voti ottenuti dalle liste congiunte formate con Patto per Ibiza (12.716 voti) e Gente per Formentera (1.904 voti).

### Canarie
| Liste  | Liste                                                     | Voti    | %     | Seggi |
| ------ | --------------------------------------------------------- | ------- | ----- | ----- |
|        | Partito Popolare                                          | 289 381 | 31,94 | 21    |
|        | Coalizione Canaria - PNC - CCN                            | 223 785 | 24,70 | 20    |
|        | Partito Socialista Operaio Spagnolo                       | 190 028 | 20,98 | 15    |
|        | Nuove Canarie                                             | 82 148  | 9,07  | 3     |
|        | Alternativa dei Cittadini                                 | 19 020  | 2,10  | –     |
|        | I Verdi                                                   | 18 831  | 2,08  | –     |
|        | Unione Progresso e Democrazia                             | 9 069   | 1,00  | –     |
|        | Impegno per la Gran Canaria                               | 7 382   | 0,81  | –     |
|        | Sinistra Unita                                            | 6 818   | 0,75  | –     |
|        | Alternativa Nazionalista Canaria                          | 6 494   | 0,72  | –     |
|        | Senso Comune alle Canarie                                 | 4 761   | 0,53  | –     |
|        | Partito Progressista di Fuerteventura                     | 4 334   | 0,48  | –     |
|        | Movimento Patriottico Canario                             | 2 750   | 0,30  | –     |
|        | Partito Animalista Contro il Maltrattamento degli Animali | 2 715   | 0,30  | –     |
|        | Partito Comunista del Popolo Canario                      | 2 368   | 0,26  | –     |
|        | Coalizione Canaria - Raggruppamento Herreno Indipendente  | 2 163   | 0,24  | 1     |
|        | Altri <2.000 voti                                         | 8 895   | 0,98  | –     |
|        | Voti in bianco                                            | 25 017  | 2,76  | –     |
| Totale | Totale                                                    | 905 959 | 100   | 60    |

- La fonte ufficiale fornisce dati incompleti (cfr. risultati Archiviato il 2 giugno 2021 in Internet Archive.)

### Cantabria
| Liste  | Liste                                        | Voti    | %     | Seggi |
| ------ | -------------------------------------------- | ------- | ----- | ----- |
|        | Partito Popolare                             | 156 499 | 46,09 | 20    |
|        | Partito Regionalista di Cantabria            | 98 887  | 29,12 | 12    |
|        | Partito Socialista Operaio Spagnolo          | 55 541  | 16,36 | 7     |
|        | Sinistra Unita                               | 11 277  | 3,32  | –     |
|        | Unione Progresso e Democrazia                | 5 835   | 1,72  | –     |
|        | Fronte Nazionale                             | 1 257   | 0,37  | –     |
|        | Partito Comunista dei Popoli di Spagna       | 1 108   | 0,33  | –     |
|        | Alternativa Motore e Sport                   | 916     | 0,27  | –     |
|        | Solidarietà e Autogestione Internazionalista | 517     | 0,15  | –     |
|        | Centro Democratico Liberale                  | 387     | 0,11  | –     |
|        | Voti in bianco                               | 7 328   | 2,16  | –     |
| Totale | Totale                                       | 339 552 | 100   | 39    |

### Castiglia-La Mancia
| Liste  | Liste                                                     | Voti      | %     | Seggi |
| ------ | --------------------------------------------------------- | --------- | ----- | ----- |
|        | Partito Popolare                                          | 564 954   | 48,11 | 25    |
|        | Partito Socialista Operaio Spagnolo                       | 509 738   | 43,40 | 24    |
|        | Sinistra Unita                                            | 44 302    | 3,77  | –     |
|        | Unione Progresso e Democrazia                             | 20 554    | 1,75  | –     |
|        | Partito Animalista Contro il Maltrattamento degli Animali | 4 128     | 0,35  | –     |
|        | Partito Castigliano                                       | 2 752     | 0,23  | –     |
|        | I Verdi - Gruppo Verde                                    | 2 375     | 0,20  | –     |
|        | Ecolo - I Verdi                                           | 1 673     | 0,14  | –     |
|        | Cittadini in Bianco                                       | 1 615     | 0,14  | –     |
|        | Unione dei Cittadini Indipendenti di Toledo               | 1 430     | 0,12  | –     |
|        | Unità Castigliana                                         | 745       | 0,06  | –     |
|        | Cittadini del Centro Democratico                          | 507       | 0,04  | –     |
|        | Voti in bianco                                            | 19 643    | 1,67  | –     |
| Totale | Totale                                                    | 1 174 416 | 100   | 49    |

### Castiglia e León
| Liste  | Liste                                                     | Voti      | %     | Seggi |
| ------ | --------------------------------------------------------- | --------- | ----- | ----- |
|        | Partito Popolare                                          | 739 502   | 51,55 | 53    |
|        | Partito Socialista Operaio Spagnolo                       | 425 777   | 29,68 | 29    |
|        | Sinistra Unita                                            | 69 872    | 4,87  | 1     |
|        | Unione Progresso e Democrazia                             | 47 040    | 3,28  | –     |
|        | Unión del Pueblo Leonés                                   | 26 660    | 1,86  | 1     |
|        | Partito di Castiglia e León                               | 13 537    | 0,94  | –     |
|        | Partito di Castiglia e León - Candidatura Indipendente    | 10 796    | 0,75  | –     |
|        | Partito Animalista Contro il Maltrattamento degli Animali | 5 368     | 0,37  | –     |
|        | Movimento Alternativo Sociale                             | 4 777     | 0,33  | –     |
|        | Partito Autonomista Leonese - Unità Leonese               | 3 925     | 0,27  | –     |
|        | Coalizione Sì per Salamanca                               | 3 718     | 0,26  | –     |
|        | Altri <0,25%                                              | 36 432    | 2,54  | –     |
|        | Voti in bianco                                            | 47 008    | 3,28  | –     |
| Totale | Totale                                                    | 1 434 412 | 100   | 84    |

### Estremadura
| Liste  | Liste                                                             | Voti    | %     | Seggi |
| ------ | ----------------------------------------------------------------- | ------- | ----- | ----- |
|        | Partito Popolare - Estremadura Unita                              | 307 975 | 46,13 | 32    |
|        | Partito Socialista Operaio Spagnolo                               | 290 045 | 43,45 | 30    |
|        | Sinistra Unita - Verdi - Socialisti Indipendenti dell'Estremadura | 38 157  | 5,72  | 3     |
|        | Unione Progresso e Democrazia                                     | 7 058   | 1,06  | –     |
|        | Indipendenti per l'Estremadura                                    | 4 659   | 0,70  | –     |
|        | Ecolo - I Verdi                                                   | 3 887   | 0,58  | –     |
|        | Unione del Popolo Estremegno                                      | 2 185   | 0,33  | –     |
|        | Per un Mondo più Giusto                                           | 1 573   | 0,24  | –     |
|        | Convergenza per l'Estremadura                                     | 1 056   | 0,16  | –     |
|        | Partito Comunista dei Popoli di Spagna                            | 836     | 0,13  | –     |
|        | Cittadini in Bianco                                               | 774     | 0,12  | –     |
|        | Voti in bianco                                                    | 9 394   | 1,41  | –     |
| Totale | Totale                                                            | 667 599 | 100   | 65    |

- Risultati derivanti dalla sommatoria dei dati su base circoscrizionale.

### La Rioja
| Liste  | Liste                                                     | Voti    | %     | Seggi |
| ------ | --------------------------------------------------------- | ------- | ----- | ----- |
|        | Partito Popolare                                          | 85 975  | 51,98 | 20    |
|        | Partito Socialista Operaio Spagnolo                       | 50 169  | 30,33 | 11    |
|        | Partito Riojano                                           | 8 983   | 5,43  | 2     |
|        | Sinistra Unita                                            | 6 114   | 3,70  | –     |
|        | Unione Progresso e Democrazia                             | 5 891   | 3,56  | –     |
|        | Verdi della Rioja - Ecolo                                 | 2 041   | 1,23  | –     |
|        | Per un Mondo più Giusto                                   | 697     | 0,42  | –     |
|        | Partito Animalista Contro il Maltrattamento degli Animali | 567     | 0,34  | –     |
|        | Partito Comunista dei Popoli di Spagna                    | 482     | 0,29  | –     |
|        | Voti in bianco                                            | 4 496   | 2,72  | –     |
| Totale | Totale                                                    | 165 415 | 100   | 33    |

### Comunità di Madrid
| Liste  | Liste                                                     | Voti      | %     | Seggi |
| ------ | --------------------------------------------------------- | --------- | ----- | ----- |
|        | Partito Popolare                                          | 1 548 306 | 51,73 | 72    |
|        | Partito Socialista Operaio Spagnolo                       | 786 297   | 26,27 | 36    |
|        | Sinistra Unita                                            | 287 707   | 9,61  | 13    |
|        | Unione Progresso e Democrazia                             | 189 055   | 6,32  | 8     |
|        | Ecolo - Verdi                                             | 29 116    | 0,97  | –     |
|        | Cittadini in Bianco                                       | 19 220    | 0,64  | –     |
|        | Partito Animalista Contro il Maltrattamento degli Animali | 15 897    | 0,53  | –     |
|        | Per un Mondo più Giusto                                   | 10 330    | 0,35  | –     |
|        | La Falange                                                | 6 424     | 0,21  | –     |
|        | Partito Comunista dei Popoli di Spagna                    | 5 656     | 0,19  | –     |
|        | Ciudadanos                                                | 4 879     | 0,16  | –     |
|        | Partito Umanista                                          | 3 935     | 0,13  | –     |
|        | Alternativa Spagnola                                      | 3 690     | 0,12  | –     |
|        | Unione per Leganés                                        | 3 435     | 0,11  | –     |
|        | Centro Democratico Liberale                               | 3 169     | 0,11  | –     |
|        | Partito Castigliano                                       | 1 722     | 0,06  | –     |
|        | Forum Centro e Democrazia                                 | 1 639     | 0,05  | –     |
|        | Solidarietà e Autogestione Internazionalista              | 1 300     | 0,04  | –     |
|        | Voti in bianco                                            | 71 458    | 2,39  | –     |
| Totale | Totale                                                    | 2 993 235 | 100   | 129   |

### Murcia
| Liste  | Liste                                              | Voti    | %     | Seggi |
| ------ | -------------------------------------------------- | ------- | ----- | ----- |
|        | Partito Popolare                                   | 382 871 | 58,79 | 33    |
|        | Partito Socialista Operaio Spagnolo                | 155 506 | 23,88 | 11    |
|        | Sinistra Unita                                     | 50 988  | 7,83  | 1     |
|        | Unione Progresso e Democrazia                      | 29 279  | 4,50  | –     |
|        | I Verdi - Ecolo                                    | 7 659   | 1,18  | –     |
|        | Centro Democratico Liberale                        | 3 930   | 0,60  | –     |
|        | Partito per la Rigenerazione della Democrazia      | 1 177   | 0,18  | –     |
|        | Partito Impresa e Impiego                          | 1 057   | 0,16  | –     |
|        | Democrazia Nazionale                               | 856     | 0,13  | –     |
|        | Centro Democratico Unito Rinnovato                 | 834     | 0,13  | –     |
|        | Forum Centro e Democrazia                          | 824     | 0,13  | –     |
|        | Unificazione Comunista di Spagna                   | 719     | 0,11  | –     |
|        | Riforma dello Stato di Nostradamus                 | 621     | 0,10  | –     |
|        | La Falange                                         | 488     | 0,07  | –     |
|        | Piattaforma Repubblicana - Coalizione Repubblicana | 220     | 0,03  | –     |
|        | Convergenza dei Cittadini del Sudest               | 182     | 0,03  | –     |
|        | Voti in bianco                                     | 14 050  | 2,16  | –     |
| Totale | Totale                                             | 651 261 | 100   | 45    |

- La fonte ufficiale fornisce dati incompleti (cfr. risultati)

### Navarra
| Liste  | Liste                                        | Voti    | %     | Seggi |
| ------ | -------------------------------------------- | ------- | ----- | ----- |
|        | Unión del Pueblo Navarro                     | 111 474 | 34,48 | 19    |
|        | Partito Socialista Operaio Spagnolo          | 51 238  | 15,85 | 9     |
|        | Nafarroa Bai                                 | 49 827  | 15,41 | 8     |
|        | Bildu - Eusko Alkartasuna - Alternativa      | 42 916  | 13,28 | 7     |
|        | Partito Popolare                             | 23 551  | 7,29  | 4     |
|        | Sinistra Unita                               | 18 457  | 5,71  | 3     |
|        | Convergenza dei Democratici della Navarra    | 4 654   | 1,44  | –     |
|        | Verdi di Navarra                             | 4 235   | 1,31  | –     |
|        | Rappresentazione della Cannabis di Navarra   | 3 166   | 0,98  | –     |
|        | Unione Progresso e Democrazia                | 2 212   | 0,68  | –     |
|        | Iniziativa per la Navarra                    | 1 332   | 0,41  | –     |
|        | Solidarietà e Autogestione Internazionalista | 1 054   | 0,33  | –     |
|        | Destra Navarra e Spagnola                    | 977     | 0,30  | –     |
|        | Voti in bianco                               | 8 161   | 2,52  | –     |
| Totale | Totale                                       | 323 254 | 100   | 50    |

### Comunità Valenciana
| Liste  | Liste                                                     | Voti      | %     | Seggi |
| ------ | --------------------------------------------------------- | --------- | ----- | ----- |
|        | Partito Popolare                                          | 1 211 112 | 49,42 | 55    |
|        | Partito Socialista Operaio Spagnolo                       | 687 141   | 28,04 | 33    |
|        | Compromís                                                 | 176 213   | 7,19  | 6     |
|        | Sinistra Unita                                            | 144 703   | 5,90  | 5     |
|        | Unione Progresso e Democrazia                             | 60 859    | 2,48  | –     |
|        | Verdi e Ecopacifisti                                      | 31 808    | 1,30  | –     |
|        | Spagna 2000                                               | 12 191    | 0,50  | –     |
|        | Sinistra Repubblicana del Paese Valenciano                | 11 129    | 0,45  | –     |
|        | Partito Animalista Contro il Maltrattamento degli Animali | 9 306     | 0,38  | –     |
|        | Coalizione Valenciana                                     | 9 183     | 0,37  | –     |
|        | Centro Democratico e Liberale                             | 8 203     | 0,33  | –     |
|        | Cittadini in Bianco                                       | 4 222     | 0,17  | –     |
|        | Uniti per Valencia                                        | 3 637     | 0,15  | –     |
|        | Partito Comunista dei Popoli di Spagna                    | 3 456     | 0,14  | –     |
|        | Partito Umanista                                          | 2 566     | 0,10  | –     |
|        | Centro Liberale Rinnovatore                               | 2 463     | 0,10  | –     |
|        | Altri <0,10%                                              | 12 010    | 0,49  | –     |
|        | Voti in bianco                                            | 60 670    | 2,48  | –     |
| Totale | Totale                                                    | 2 450 872 | 100   | 99    |